# 骨盆
骨盆（拉丁語：pelvis）又稱盆部、	骨盆帶（pelvic girdle）、腰帶（動物）、盤骨，是一個骨骼構造，位於脊椎末端，連接脊柱和股骨，與四足動物的後肢、雙足動物的下肢相連，骨盆盆壁圍成的空腔稱為盆腔（pelvic cavity）或骨盆腔。股骨與骨盆帶在髖部連接處形成髖關節，它是球窩關節。

## 結構
- 1.骶骨
- 2.髂骨
- 3.坐骨
- 4.恥骨
- 5.恥骨聯合
- 6.髖臼
- 7.閉孔（英语：Obturator foramen）
- 8.尾骨

## 其他圖片

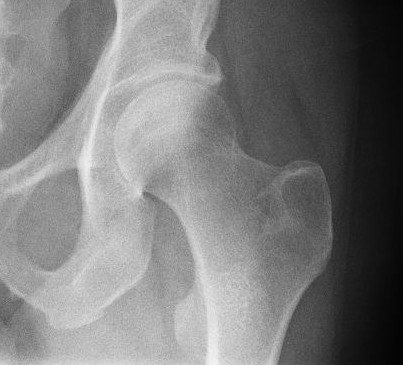
健康人的髋关节X光照片
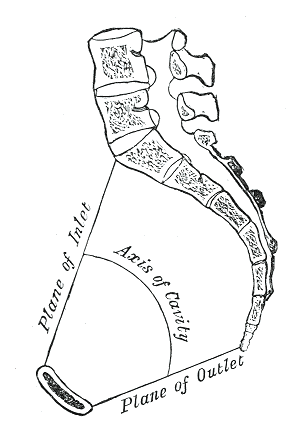
骨盆的中央矢状截面

## 外部連結
- 解剖學(Anatomy)-骨頭-Ilium(髂骨/腸骨)、Pelvis(骨盆) （页面存档备份，存于）
- eMedicine Dictionary上的Pelvis
- Coccyx pain, tailbone pain, coccydynia （页面存档备份，存于） (Peer-reviewed medical chapter, available free online at eMedicine)